# Camille na łożu śmierci
Camille na łożu śmierci (fr. Camille Monet sur son lit de mort) – obraz olejny autorstwa Claude’a Moneta. Jest to portret żony artysty namalowany w dniu jej śmierci 5 września 1879. Camille Monet umarła na raka w wieku trzydziestu dwóch lat. Syn Claude’a Moneta, Michel, podarował dzieło Luwrowi w 1963. Od 1986 znajduje się w paryskim Musée d’Orsay.
Kompozycja jest niemalże abstrakcyjna. Temat rozpoznawalny jest tylko dzięki niewyraźnej, zamazanej twarzy w odcieniach szarości. Chłodne barwy, widoczny ślad narzędzia – gwałtowne pociągnięcia pędzlem oraz niesamowite światło budują szczególny, oniryczny nastrój.
Claude Monet, który na długo popadł w głębokie przygnębienie, pisał później do swojego przyjaciela Camille’a Pissarro: Jestem przybity, nie wiem, co robić, ani jak zdołam zorganizować sobie życie z dwójką dzieci. Zasługuję na współczucie, no bo też zasługuję na współczucie (...).